# Zalesie (powiat Bialski)
Zalesie is een dorp in het Poolse woiwodschap lubelskie, in het district Bialski. De plaats maakt deel uit van de gemeente Zalesie.